# Sunjiatuan (köpinghuvudort i Kina, Shandong Sheng, lat 37,54, long 122,11)
Sunjiatuan (kinesiska: 孙家疃, 孙家疃镇) är en köpinghuvudort i Kina. Den ligger i provinsen Shandong, i den östra delen av landet, omkring 460 kilometer öster om provinshuvudstaden Jinan. Antalet invånare är 16 495. Befolkningen består av 8 486 kvinnor och 8 009 män. Barn under 15 år utgör 12,0 %, vuxna 15-64 år 78 %, och äldre över 65 år 9,0 %.
Närmaste större samhälle är Weihai, 3,2 km söder om Sunjiatuan. Runt Sunjiatuan är det i huvudsak tätbebyggt.
Genomsnittlig årsnederbörd är 717 millimeter. Den regnigaste månaden är juli, med i genomsnitt 210 mm nederbörd, och den torraste är januari, med 14 mm nederbörd.